# نوال 2013
نوال 2013 هو أحد ألبومات الفنانة نوال الكويتية واحتوى على ثلاثة عشر أغنية وقد صدر في 4 نوفمبر 2012.

## قائمة الأغاني
1. قصة حبي
2. يا شوق
3. لا تغلط
4. خاطري
5. ذبحني الشوق
6. يحرم علي
7. ابيك
8. في غيابك
9. يا فاهمني
10. حالة حنان
11. مستحيل أنساك
12. ليش
13. وحشتني